# فلورا نوابا
فلورنسا نوانزورواهو نكيرو نوابا (بالإنجليزية: Flora Nwapa)‏ (13 يناير 1931- 16 أكتوبر 1993) كانت أديبة من نيجيريا عٌرفت باسم فلورا نوابا، والتي أُطلق عليها لقب أم الأدب أفريقي الحديث، ورائدة لجيل من الأديبات الأفريقيات. كما أنها عٌرفت كأول أديبة أفريقية نشرت باللغة الإنجليزية في بريطانيا وحصلت على تقدير دولي مع إصدار «إيفورو» أول رواية نُشرت لها في 1966 من خلال دار النشر هينمان وعلى الرغم من أنها لم تعتبر نفسها من النسويات إلا أنها أفضل من قام باعادة الحياة والتقاليد من وجهة نظر المرأة من الإغبو

عٌرفت فلورا أيضًا لعملها في العمل الحكومي في مجال التعمير بعد الحرب الأهلية النيجيرية. وعملت مع اليتامى والمهاجرين الذين أُخرجوا من مكانهم أثناء الحرب. بالإضافة إلى ذلك، عملت على نشر الادب الأفريقي وتعزيز المرأة في المجتمع الأفريقي. كانت من أولى الناشرات الأفريقيات عندما أنشأت تانا برس في السبعينات.

## السيرة الذاتية

### سنواتها الأولى وتعليمها
ولدت فلورا في أوغوتا، جنوب شرق نيجريا. وهي الكبرى لستة أبناء كريستوفر إيجيوما (وكيل مع شركة أفريقيا المتحدة) ومارثا نوابا معلمة دراما. التحقت فلورا بمدرسة في أوغوتا، بورت هاركورت ولاغوس وحصلت على درجة البكالوريوس من جامعة أيبدان عام 1957. وذهبت إلى اسكتلندا حيث حصلت على دبلومة في التعليم من جامعة جامعة إدنبرة عام 1958.

### التدريس والخدمة العامة
بعد عودتها إلى نيجريا، التحقت فلورا بوزارة النعليم كالبار كمسؤول تعليم حتى عام 1959. ثم تم تعينها كمدرسة في مدرسة الملكة في أنوغو، حيث قامت بتدريس الللغة الإنجليزية والجيولجيا حتى عام 1959. واستمرت في العمل في التعليم والخدمة العامة في مناصب عدة. من ضمنها مساعد رئيس السجلات في جامعة لاغوس (1962–67). وبعد الحرب الأهلية النيجيرية 1967-70 قبلت منصب وزير الصحة والرعاية الاجتماعية في ولاية أيست سنترال (1970–71) ثم وزير الأراضي والمساحة والتنمية الحضرية (1971–74).

## الكتابة والنشر
أول كتاب لفلورا إيفورو نٌشر في 1966 وأعٌتبر أول عمل روائي باللغة الأنجليزية لسيدة أفريقية.فقد أرسلت نسخة مطبوعة على ألة الكتابة إلى الروائي النجيري الشهير تشينوا أتشيبي في 1962 والذي أجابها بجواب إيجابي للغاية حتى أنه أرسل مع الجواب مال البريد لإرسال نسخة إلى الكاتب الأنجليزي هاينمان.

وأعقبت ذلك الروايات إيدو (1970)، لن يحدث مرة أخرى (1975)، واحد هو كاف (1981)، والنساء مختلفة (1986). ونشرت مجموعتين من القصص - وهذا هو لاجوس (1971) وزوجات في الحرب (1980) - وحجم قصائد أغنية الكسافا وأرز سونغ (1986). وهي أيضا مؤلفة عدة كتب للأطفال.

في 1974 أنشئت "تانا برس" وفي عام 1977 أنشئت شركة فلورا نوابا لنشر أعمالها الأدبية للكبار والصغار ونشر الأعمال الأأدبية لكتاب الأخرين. وكان واحدَا من اهدافها هو"تعليم الفتيات في جميع أنحاء العالم خاصًة النسويات وتعريف دور المرأة في نجيريا، في الأقتصاد، الأستقلال، علاقتهن مع أزاجهن وابنائهن، ومعتقداهم التقليدية ووضع المرأة في المجتمع بشكل عام." وٌصفت "تانا" بأنها أول دار نشر تديرها امرأة ويستهدفها عدد كبير من السيدات.فهو مشروع سابق كثيرًا لوقته حيث ظهر في وقت لم يكن أحدًا يرى فيه أحد النساء الأفريقيات على أنهن يشكلن مجموعة من القراء أو ديموغرافيا لشراء الكتب."

### السنوات الأخيرة
استمرت فلورا في مهنة التدريس طوال حياتها، وشملت التدريس في الجامعات والكليات على الصعيد الدولي، منهم جامعة نيويورك وكلية الثالوث وجامعة مينيسوتا وجامعة ميشيغان وجامعة إيلورين. حيث صرحت في مقابلة صحفية مع عدد من الكتاب المعاصرين: لقد كنت أكتب منذ ما يقرب من الثلاثين عامًا، فكان اهتمامي ينصب حول المرأة الريفية والمرأة المتحضرة في سعيها للنجاة وسط عالم سريع التغير يهمن عليه الرجال. 

توفت فلورا بسبب عدوى من ذات الرئة في 16 أكتوبر عام 1993 في مشفى في اينوغو، نيجيريا، بعمر يناهز ال 62.

## كتب مختارة
الروايات
- Efuru, Heinemann Educational Books, 1966; Waveland Press, 2013, ISBN 9781478613275
- Idu, Heinemann African Writers Series, No. 56, ISBN 0-435-90056-0; 1970
- Never Again, Enugu: Tana Press, 1975; Nwamife, 1976; Africa World Press, 1992, ISBN 9780865433182
- One Is Enough, Enugu: Flora Nwapa Co., 1981; Tana Press, 1984; Africa World Press, 1992, ISBN 9780865433229
- Women are Different, Enugu: Tana Press, 1986; Africa World Press, 1992, ISBN 9780865433267

القصص القصيرة والأشعار
- This Is Lagos and Other Stories, Enugu: Nwamife, 1971; Africa World Press, 1992, ISBN 9780865433212
- Cassava Song and Rice Song, Enugu: Tana Press, 1986
- Wives at War and Other Stories, Enugu: Nwamife, 1980; Flora Nwapa Co./Tana Press, 1984; Africa World Press, 1992, ISBN 9780865433281

قصص الأطفال
- Emeka, Driver's Guard, London: University of London Press, 1972; Enugu: Flora Nwapa Company, 1987
- Mammywater, 1979; Enugu: Flora Nwapa Company, 1984
- Journey to Space, Enugu: Flora Nwapa Company, 1980
- The Miracle Kittens, Enugu: Flora Nwapa Company, 1980
- The Adventures of Deke, Enugu: Flora Nwapa Co., 1980

## أثرها
فلورا نوابا هو موضوع فيلم وثائقي عنوانه بيت نوابا الذي قام بعمله أونيكا نويلو وتم عرضه لأول مرة في أغسطس 2016.

في 13 يناير 2017 تم تحديد عيد ميلادها في خربشة قوقل.

## أنظر أيضَا
روائيات نيجيريات
- روزماري إسيهاغو
- هلين أوفبياجل
- لولا شونيين